# Coupe de France 1968/69
Het seizoen 1968/69 was het 52e seizoen van de Coupe de France in het voetbal. Het toernooi werd georganiseerd door de Franse voetbalbond.
Dit seizoen namen er 1377 clubs deel. De competitie ging in de zomer van 1968 van start en eindigde op 18 mei 1969 met de finale in het Stade Olympique Yves-du-Manoir in Colombes. De finale werd gespeeld tussen Olympique Marseille (voor de tiende keer finalist) en Girondins Bordeaux (voor de zevende keer finalist). Olympique Marseille veroverde voor de zevende keer de beker door Girondins Bordeaux met 2-0 te verslaan.
Als bekerwinnaar vertegenwoordigde Olympique Marseille Frankrijk in de Europacup II 1969/70.

## Uitslagen

### 1/32 finale
De wedstrijden werden op 12 januari gespeeld. De beslissingswedstrijden op 19 januari. De 18 clubs van de Division 1 kwamen in deze ronde voor het eerst in actie.
| Winnaar             | Uitslag | Verliezer            |
| ------------------- | ------- | -------------------- |
| Olympique Marseille | 1-0     | Olympique Avignon    |
| Girondins Bordeaux  | 5-0     | SO Montpellier       |
| SCO Angers          | 2-1     | SM Caen              |
| RC Paris-Sedan      | 4-0     | CA Mantes            |
| Stade Saint-Germain | 3-2     | AC Ajaccio           |
| FC Mulhouse         | 1-0     | ECAC Chaumont        |
| FC Gueugnon         | 3-1 nv  | US Vésinet           |
| RC Strasbourg       | 2-1     | FC Sochaux           |
| AS Angoulême        | 3-0     | AS Brest             |
| AS Saint-Étienne    | 3-0     | UO Albertville       |
| Olympique Lyon      | 2-0 nv  | AS Nancy             |
| Red Star Paris      | 4-1     | SEC Bastia           |
| AC Évreux           | 2-1     | CO Roubaix-Tourcoing |
| AC Cambrai          | 1-0     | FC Rouen             |
| OGC Nice            | 2-1     | Entente BFN          |
| FC Metz             | 2-0     | SO Merlebach         |

| Winnaar               | Uitslag      | Verliezer               |
| --------------------- | ------------ | ----------------------- |
| Stade Rennes          | 11-1         | Bagnères-Luchon Sports  |
| FC Grenoble           | 4-3 nv       | AS Monaco               |
| RC Lens               | 3-0          | Olympique Saint-Quentin |
| FC Nantes             | 6-3          | Limoges FC              |
| ESCN La Ciotat        | 2-0          | FC Sète                 |
| AS Aix                | 2-1          | AS Cannes               |
| Stade Mont-de-Marsan  | 3-0          | FC Lorient              |
| Lille OSC             | 0-0 nv; 1-0  | US Quevilly             |
| Sporting Toulon       | 2-0          | AS Montferrand          |
| Stade Reims           | 3-2 nv       | FC Saint-Louis 1911     |
| US Valenciennes-Anzin | 1-0          | US Dunkerque            |
| EDS Montluçon         | 4-1          | FA Cournon-Le Cendre    |
| RC Bollène            | 1-2 *, 2-0 * | RC Agde                 |
| SO Cholet             | 2-1          | SO Châtellerault        |
| AS Strasbourg         | 3-2          | RCFC Besançon           |
| Olympique Nîmes       | 1-1 nv; 6-1  | SC Challans             |

### 1/16 finale
De wedstrijden werden op 9 februari gespeeld, de beslissingswedstrijden op 16 (Saint-Germain - La Ciotat en Évreux - Bollène), 19 (Angers - Lens) en 26 februari (RC Strasbourg - Lille). De twee tweede beslissingswedstrijden werden op 23 februari gespeeld.
| Winnaar             | Uitslag             | Verliezer            |
| ------------------- | ------------------- | -------------------- |
| Olympique Marseille | 3-2 nv              | Stade Rennes         |
| Girondins Bordeaux  | 2-1                 | FC Grenoble          |
| SCO Angers          | 0-0 nv; 3-1         | RC Lens              |
| RC Paris-Sedan      | 2-0                 | FC Nantes            |
| Stade Saint-Germain | 1-1 nv; 0-0 nv; 2-1 | ESCN La Ciotat       |
| FC Mulhouse         | 2-0                 | AS Aix               |
| FC Gueugnon         | 2-0                 | Stade Mont-de-Marsan |
| RC Strasbourg       | 1-1 nv; 2-1         | Lille OSC            |

| Winnaar          | Uitslag             | Verliezer             |
| ---------------- | ------------------- | --------------------- |
| AS Angoulême     | 2-0                 | Sporting Toulon       |
| AS Saint-Étienne | 1-0                 | Stade Reims           |
| Olympique Lyon   | 3-1                 | US Valenciennes-Anzin |
| Red Star Paris   | 2-1 nv              | EDS Montluçon         |
| AC Évreux        | 2-2 nv; 1-1 nv; 2-1 | RC Bollène            |
| AC Cambrai       | 2-0                 | SO Cholet             |
| OGC Nice         | 1-1 nv; 3-0         | AS Strasbourg         |
| FC Metz          | 5-2                 | Olympique Nîmes       |

### 1/8 finale
De heenwedstrijden werden op 2 maart gespeeld, de terugwedstrijden op 9 maart. De beslissingswedstrijden op 18 maart in Parijs (Angers - Lyon) en Reims (Paris-Sedan - Red Star).
 * = eerst thuis 
| Winnaar             | Uitslag          | Verliezer          |
| ------------------- | ---------------- | ------------------ |
| Olympique Marseille | 3-3, 2-0         | AS Angoulême *     |
| Girondins Bordeaux  | 1-0, 2-2         | AS Saint-Étienne * |
| SCO Angers *        | 1-0, 1-2 nv; 3-1 | Olympique Lyon     |
| RC Paris-Sedan      | 2-3, 1-0 nv; 3-1 | Red Star Paris *   |

| Winnaar             | Uitslag  | Verliezer    |
| ------------------- | -------- | ------------ |
| Stade Saint-Germain | 1-0, 2-1 | AC Évreux *  |
| FC Mulhouse         | 1-0, 1-0 | AC Cambrai * |
| FC Gueugnon *       | 2-3, 2-0 | OGC Nice     |
| RC Strasbourg       | 0-2, 4-1 | FC Metz *    |

### Kwartfinale
De heenwedstrijden werden op 29 (Saint-Germain - Marseille) en 30 maart gespeeld, de terugwedstrijden op 5 (Marseille - Saint-Germain) , 6 (Angers - Gueugnon), 7 (Girondins - Mulhouse) en 9 april (Paris-Sedan - Strasbourg). De enige beslissingswedstrijd op 19 april in Metz.
 * = eerst thuis 
| Winnaar             | Uitslag           | Verliezer             |
| ------------------- | ----------------- | --------------------- |
| Olympique Marseille | 2-0, 5-1          | Stade Saint-Germain * |
| Girondins Bordeaux  | 2-0, 1-0          | FC Mulhouse *         |
| SCO Angers          | 1-0, 2-1          | FC Gueugnon *         |
| RC Paris-Sedan      | 0-1, 1-0, nv; 3-2 | RC Strasbourg *       |

### Halve finale
De heenwedstrijden werden op 26 april gespeeld, de terugwedstrijden op 3 (Girondins - Paris Sedan) en 4 mei (Marseille - Angers).
 * = eerst thuis 
| Winnaar             | Uitslag  | Verliezer        |
| ------------------- | -------- | ---------------- |
| Olympique Marseille | 0-0, 2-1 | SCO Angers *     |
| Girondins Bordeaux  | 0-0, 4-3 | RC Paris-Sedan * |

### Finale
De wedstrijd werd op 18 mei 1969 gespeeld in het Stade Olympique Yves-du-Manoir in Colombes voor 39.460 toeschouwers. De wedstrijd stond onder leiding van scheidsrechter Roger Machin.
| Winnaar                                     | Uitslag | Finalist           |
| ------------------------------------------- | ------- | ------------------ |
| Olympique Marseille                         | 2-0     | Girondins Bordeaux |
| Gérard Papin e.d. 82' Joseph Yegba Maya 89' |         |                    |

1917/18 · 1918/19 · 1919/20 · 1920/21 · 1921/22 · 1922/23 · 1923/24 · 1924/25 · 1925/26 · 1926/27 · 1927/28 · 1928/29 · 1929/30 · 1930/31 · 1931/32 · 1932/33 · 1933/34 · 1934/35 · 1935/36 · 1936/37 · 1937/38 · 1938/39 · 1939/40 · 1940/41 · 1941/42 · 1942/43 · 1943/44 · 1944/45 · 1945/46 · 1946/47 · 1947/48 · 1948/49 · 1949/50 · 1950/51 · 1951/52 · 1952/53 · 1953/54 · 1954/55 · 1955/56 · 1956/57 · 1957/58 · 1958/59 · 1959/60 · 1960/61 · 1961/62 · 1962/63 · 1963/64 · 1964/65 · 1965/66 · 1966/67 · 1967/68 · 1968/69 · 1969/70 · 1970/71 · 1971/72 · 1972/73 · 1973/74 · 1974/75 · 1975/76 · 1976/77 · 1977/78 · 1978/79 · 1979/80 · 1980/81 · 1981/82 · 1982/83 · 1983/84 · 1984/85 · 1985/86 · 1986/87 · 1987/88 · 1988/89 · 1989/90 · 1990/91 · 1991/92 · 1992/93 · 1993/94 · 1994/95 · 1995/96 · 1996/97 · 1997/98 · 1998/99 · 1999/00 · 2000/01 · 2001/02 · 2002/03 · 2003/04 · 2004/05 · 2005/06 · 2006/07 · 2007/08 · 2008/09 · 2009/10 · 2010/11 · 2011/12 · 2012/13 · 2013/14 · 2014/15 · 2015/16 · 2016/17 · 2017/18 · 2018/19 · 2019/20 · 2020/21 · 
2021/22 · 2022/23 · 2023/24 · 2024/25 ·